# Homewood (Alabama)
Homewood é uma cidade localizada no estado americano do Alabama, no Condado de Jefferson.

## Demografia
Segundo o censo americano de 2000, a sua população era de 25.043 habitantes.
Em 2006, foi estimada uma população de 23.780, um decréscimo de 1263 (-5.0%).

## Geografia
De acordo com o United States Census Bureau tem uma área de 21,5 km², sem área coberta por água.

## Localidades na vizinhança
O diagrama seguinte representa as localidades num raio de 16 km ao redor de Homewood.